# Bahnstrecke Old Orchard Beach–Camp Ellis
| Streckenlänge: | 6,15 km                  |                                    |                                    |
| Spurweite: | 1524 mm (Russische Spur) |                                    |                                    |
| Zweigleisigkeit: | –                        |                                    |                                    |
| |                          |                                    |                                    |
| Spurweite (ab 1883): | 1435 mm (Normalspur)     |                                    |                                    |
| Gesellschaft: | zuletzt BM               |                                    |                                    |
| \| \| \| von Portland \| \| \| \| 0,00 \| Old Orchard Beach ME \| Old Orchard Beach ME \| \| \| \| nach Cummings \| \| \| \| 0,98 \| Camp Ground ME \| Camp Ground ME \| \| \| 1,92 \| Ocean Park ME \| Ocean Park ME \| \| \| ca. 2,5 \| Kinney Shores ME (bis ca. 1920) \| Kinney Shores ME (bis ca. 1920) \| \| \| ca. 3 \| Ausweichgleis (bis ca. 1920) \| Ausweichgleis (bis ca. 1920) \| \| \| 3,70 \| Bay View House ME \| Bay View House ME \| \| \| ca. 4,5 \| Ferry Beach Park ME (bis ca. 1920) \| Ferry Beach Park ME (bis ca. 1920) \| \| \| 5,21 \| Grovemore ME \| Grovemore ME \| \| \| 6,15 \| Camp Ellis ME \| Camp Ellis ME \| |                          |                                    |                                    |
| Strecke |                          | von Portland                       | von Portland                       |
| Bahnhof | 0,00                     | Old Orchard Beach ME               | Old Orchard Beach ME               |
| Abzweig ehemals geradeaus und nach rechts |                          | nach Cummings                      | nach Cummings                      |
| Haltepunkt / Haltestelle (Strecke außer Betrieb) | 0,98                     | Camp Ground ME                     | Camp Ground ME                     |
| Haltepunkt / Haltestelle (Strecke außer Betrieb) | 1,92                     | Ocean Park ME                      | Ocean Park ME                      |
| Haltepunkt / Haltestelle (Strecke außer Betrieb) | ca. 2,5                  | Kinney Shores ME (bis ca. 1920)    | Kinney Shores ME (bis ca. 1920)    |
| Dienststation / Betriebs- oder Güterbahnhof (Strecke außer Betrieb) | ca. 3                    | Ausweichgleis (bis ca. 1920)       | Ausweichgleis (bis ca. 1920)       |
| Haltepunkt / Haltestelle (Strecke außer Betrieb) | 3,70                     | Bay View House ME                  | Bay View House ME                  |
| Haltepunkt / Haltestelle (Strecke außer Betrieb) | ca. 4,5                  | Ferry Beach Park ME (bis ca. 1920) | Ferry Beach Park ME (bis ca. 1920) |
| Haltepunkt / Haltestelle (Strecke außer Betrieb) | 5,21                     | Grovemore ME                       | Grovemore ME                       |
| ehemaliger Haltepunkt / Haltestelle Strecke ab hier außer Betrieb | 6,15                     | Camp Ellis ME                      | Camp Ellis ME                      |

Die Bahnstrecke Old Orchard Beach–Camp Ellis ist eine Eisenbahnstrecke in Maine (Vereinigte Staaten). Sie ist 6,15 Kilometer lang und zweigte von der 1873 eröffneten neuen Hauptstrecke der Boston and Maine Railroad (B&M) ab.

## Geschichte
Um die Touristenorte und Siedlungen entlang der Küste zu erschließen, wurde 1876 die Orchard Beach Railroad gegründet. Sie baute die Strecke und eröffnete sie am 26. Juni 1880.
Die Strecke verlief unmittelbar entlang des Strandes bis zur Mündung des Saco River bei Camp Ellis. Die Spurweite betrug anfangs fünf Fuß (1524 mm). Der Endbahnhof Camp Ellis war nur ein Haltepunkt, sodass ein Wenden nicht möglich war. Die Züge bestanden nur aus einer kleinen Dampflok und einem Personen- und Gepäckwagen und fuhren in Richtung Old Orchard Beach rückwärts, die Lok fungierte also als Schiebelokomotive.
Ab 1883 führte die B&M den Betrieb und spurte die Strecke auf Normalspur um. Während der Blütezeit der Eisenbahn in den 1910er Jahren verkehrten 23 Zugpaare an Sommertagen. Zwischen Kinney Shores und Bay View House bestand ein Ausweichgleis, das jedoch um 1920 zusammen mit den Haltestellen Kinney Shores und Ferry Beach Park abgebaut wurde.
Nach dem Ende der Sommersaison 1923 endete der Personenverkehr am 5. September des Jahres. Die Boston&Maine verkaufte die Strecke 1924 an die Old Orchard Transportation Company, die die Strecke noch einmal kurzzeitig betrieb, dann jedoch stilllegte und abbaute.